# Lista de exoplanetas potencialmente habitáveis
Esta é uma lista de exoplanetas potencialmente habitáveis. A lista é principalmente baseada em estimativas de habitabilidade do Habitable Exoplanets Catalog (HEC) e dados do NASA Exoplanet Archive. O HEC é mantido pelo Planetary Habitability Laboratory da Universidade de Porto Rico em Arecibo. Há também uma lista especulativa sendo elaborada de planeta super-habitável.
Acredita-se que a habitabilidade planetária da superfície requeira orbitar à distância certa da estrela hospedeira para que a água na superfície líquida esteja presente, além de vários aspectos geofísicos, geodinâmicos, densidade atmosférica, tipo de intensidade de radiação e ambiente de plasma da estrela hospedeira.

## Lista
Esta é uma lista de exoplanetas dentro da zona habitável circunstelar com menos de 10 massas terrestres e menores que 2.5 raios terrestres. A Terra está incluída para comparação.
| Objeto             | Estrela              | Tipo de estrela | Massa (M⊕) | Raio (R⊕) | Densidade (g/cm3) | Fluxo (F⊕) | Teq (K) | Período (dias) | Distância (ly) | Refs/Notas                                                         |
| ------------------ | -------------------- | --------------- | ---------- | --------- | ----------------- | ---------- | ------- | -------------- | -------------- | ------------------------------------------------------------------ |
| Terra              | Sol                  | G2V             | 1,00       | 1.00      | 5.514             | 1.00       | 255     | 365.25         | 0              | [ 3 ]                                                              |
| Teegarden b        | Estrela de Teegarden | M7V             | 1,05       | 1.02      |                   | 1.15       | 264     | 4.91           | 12.58          | O raio é estimado                                                  |
| TOI-700 d          | TOI-700              | M2V             | 1,72       | 1.14      | 5.631             | 0.87       | 246     | 37.4           | 101            |                                                                    |
| K2-72e             | K2-72                | M?V             | 2,21       | 1.29      | 5.675             | 1.11       | 261     | 24.2           | 217            | [ 6 ]                                                              |
| TRAPPIST-1d        | TRAPPIST-1           | M8V             | 0,30       | 0.78      | 3.39              | 1.04       | 258     | 4.05           | 39             | Confirmado como rochoso                                            |
| Kepler-1649c       | Kepler-1649          | M5V             | —          | 1.06      | 5.54              | 0.75       | 237     | 19.5           | 301            | [ 9 ]                                                              |
| Proxima Centauri b | Proxima Centauri     | M5V             | 1,27       | 1,30      | 4.016             | 0.70       | 228     | 11.186         | 4.25           | Afetado por erupção solar, possivelmente afetado por alta radiação |
| Gliese 1061 d      | Gliese 1061          | M5V             | 1,64       | —         |                   | 0.69       | 218     | 13.0           | 12             |                                                                    |
| Gliese 1061 c      | Gliese 1061          | M5V             | 1,74       | —         |                   | 1.45       | 275     | 6.7            | 12             |                                                                    |
| Ross 128 b         | Ross 128             | M4V             | 1,40       | 1,80      | 2.424             | 1.48       | 280     | 9.87           | 11.03          | [ 11 ]                                                             |
| Luyten b           | Estrela de Luyten    | M3V             | 2,89       | —         | 6.45              | 1.06       | 258     | 18.65          | 12.36          | [ 12 ]                                                             |
| TRAPPIST-1e        | TRAPPIST-1           | M8V             | 0,77       | 0.91      | 5.65              | 0.67       | 230     | 6.1            | 39             | Confirmado como rochoso                                            |
| Kepler-442b        | Kepler-442           | K?V             | —          | 1.35      | 5.272             | 0.70       | 233     | 112.3          | 1193           | [ 1 ]                                                              |
| Wolf 1061c         | Wolf 1061            | M3V             | 3,41       | —         | 5.79              | 1.30       | 271     | 17.9           | 13.8           | [ 1 ]                                                              |
| Gliese 667 Cc      | Gliese 667 C         | M1V             | 3,81       | —         | 5.603             | 0.88       | 247     | 28.1           | 23.62          | [ 1 ] [ 13 ]                                                       |
| Kepler-1229b       | Kepler-1229          | M?V             | —          | 1.40      | 5.426             | 0.49       | 213     | 86.8           | 865            | [ 1 ]                                                              |
| TRAPPIST-1f        | TRAPPIST-1           | M8V             | 0,93       | 1.05      | 3.3±0.9           | 0.38       | 200     | 9.2            | 39             | Confirmado como rochoso                                            |
| Kepler-62f         | Kepler-62            | K2V             | —          | 1.41      | 5.509             | 0.41       | 204     | 267.3          | 981            | [ 1 ] [ 14 ]                                                       |
| Teegarden c        | Estrela de Teegarden | M7V             | 1,11       | —         |                   | 0.37       | 199     | 11.4           | 12.58          | [ 4 ]                                                              |
| Kepler-186f        | Kepler-186           | M1V             | —          | 1.17      |                   | 0.29       | 188     | 129.9          | 579            | [ 1 ]                                                              |
| Tau Ceti f         | Tau Ceti             | G8V             | 3,93       | —         | 3.655             | 0.32       | 190     | 636.1          | 12             | [ 1 ]                                                              |
| TRAPPIST-1g        | TRAPPIST-1           | M8V             | 1,15       | 1.15      | 4.186             | 0.26       | 182     | 12.4           | 39             | Confirmado como rochoso                                            |
| Kapteyn b          | Estrela de Kapteyn   | M1VI            | 4,8        | —         | 6.44              | 0.43       | 205     | 48.6           | 13             | Não confirmado, controverso                                        |
| Kepler-452b        | Kepler-452           | G2V             | 5          | 1.63      |                   | 1.11       | 261     | 384.8          | 1799           | Controverso                                                        |
| Kepler-62e         | Kepler-62            | K2V             | —          | 1.61      |                   | 1.15       | 264     | 122.4          | 981            | [ 1 ] [ 18 ]                                                       |
| Kepler-1652b       | Kepler-1652          | M?V             | —          | 1.60      |                   | 0.84       | 244     | 38.1           | 822            |                                                                    |
| Kepler-1544b       | Kepler-1544          | K2V             | —          | 1.78      |                   | 0.90       | 248     | 168.8          | 1092           | [ 1 ]                                                              |
| Kepler-296e        | Kepler-296           | K7V             | —          | 1.52      |                   | 1.50       | 276     | 34.1           | 737            | [ 1 ] [ 19 ]                                                       |
| Kepler-283c        | Kepler-283           | K5V             | —          | 1.82      |                   | 0.90       | 248     | 92.7           | 1526           | [ 1 ]                                                              |
| K2-296b            | EPIC 201238110       | M?V             | —          | 1.87      |                   | 1.15       | 264     | 28.2           | 519            |                                                                    |
| Kepler-1410b       | Kepler-1410          | K?V             | —          | 1.78      |                   | 1.34       | 274     | 60.9           | 1196           |                                                                    |
| Kepler-1638b       | Kepler-1638          | G4V             | —          | 1.87      |                   | 1.39       | 276     | 259.3          | 4973           | [ 20 ]                                                             |
| Kepler-296f        | Kepler-296           | K7V             | —          | 1.80      |                   | 0.66       | 225     | 63.3           | 737            | [ 1 ] [ 21 ]                                                       |
| Kepler-440b        | Kepler-440           | K6V             | —          | 1.91      |                   | 1.44       | 273     | 101.1          | 981            | [ 1 ]                                                              |
| Kepler-705b        | Kepler-705           | M?V             | —          | 2.11      | 2.994             | 0.83       | 243     | 56.1           | 903            |                                                                    |
| Kepler-1653b       | Kepler-1653          | K?V             | —          | 2.17      |                   | 1.04       | 258     | 140.3          | 2461           |                                                                    |
| Gliese 832 c       | Gliese 832           | M2V             | 5,40       | —         |                   | 0.99       | 253     | 35.7           | 16             | [ 1 ]                                                              |
| Kepler-1606b       | Kepler-1606          | G?V             | —          | 2.07      |                   | 1.41       | 277     | 196.4          | 2710           | [ 22 ]                                                             |
| Kepler-1090b       | Kepler-1090          | K0V             | —          | 2.25      |                   | 1.20       | 267     | 198.7          | 2800           | [ 1 ]                                                              |
| Kepler-61b         | Kepler-61            | K7V             | —          | 2.15      | 3.6               | 1.39       | 273     | 59.9           | 1092           | [ 1 ] [ 23 ]                                                       |
| Kepler-443b        | Kepler-443           | K3V             | —          | 2.35      | 2.9               | 0.89       | 247     | 177.7          | 2615           | [ 1 ]                                                              |
| Kepler-1701b       | Kepler-1701          | K?V             | —          | 2.22      |                   | 1.37       | 275     | 169.1          | 1904           | [ 1 ] [ 24 ]                                                       |
| Kepler-22b         | Kepler-22            | G5V             | —          | 2.38      |                   | 1.10       | 261     | 289.9          | 635            | [ 1 ] [ 25 ]                                                       |
| LHS 1140 b         | LHS 1140             | M4V             | 6,98       | 1.73      | 7.82+0.98 −0.88   | 0.50       | 214     | 24.7           | 49             | Confirmado como rochoso                                            |
| Kepler-1552b       | Kepler-1552          | K?V             | —          | 2.47      |                   | 1.10       | 261     | 184.8          | 2507           |                                                                    |
| K2-9b              | K2-9                 | M2V             | —          | 2.25      |                   | 1.45       | 279     | 18.4           | 270            | [ 1 ] [ 28 ]                                                       |
| Kepler-1540b       | Kepler-1540          | K?V             | —          | 2.49      |                   | 0.92       | 250     | 125.4          | 799            |                                                                    |
| Gliese 180 c       | Gliese 180           | M2V             | 6,40       | —         |                   | 0.78       | 239     | 24.3           | 39             | Não confirmado                                                     |
| Kepler-1632b       | Kepler-1632          | F?V             | —          | 2.47      |                   | 1.27       | 270     | 448.3          | 2337           |                                                                    |
| Kepler-298d        | Kepler-298           | K5V             | —          | 2.50      |                   | 1.29       | 271     | 77.5           | 1689           | [ 1 ]                                                              |
| Gliese 163 c       | Gliese 163           | M3V             | 6,80       | —         |                   | 1.41       | 277     | 25.6           | 49             | [ 1 ]                                                              |
| HD 40307 g         | HD 40307             | K2V             | 7,09       | —         | 2.855603116041    | 0.67       | 226     | 197.8          | 42             | Não confirmado                                                     |
| K2-288Bb           | K2-288 B             | M3V             | —          | 1.91      |                   | 0.44       | 207     | 31.4           | 214            |                                                                    |
| Gliese 3293 d      | Gliese 3293          | M2V             | 7,60       | —         |                   | 0.59       | 223     | 48.1           | 66             | [ 1 ]                                                              |
| Gliese 229 Ac      | Gliese 229 A         | M1V             | 7,27       | —         |                   | 0.53       | 216     | 122.0          | 18.8           |                                                                    |
| Kepler-174d        | Kepler-174           | K3V             | —          | 2.19      |                   | 0.43       | 206     | 247.4          | 1254           | [ 1 ]                                                              |
| Gliese 357 d       | Gliese 357           | M2V             | 6,10       | —         | 2.617             | 0.38       | 200     | 55.7           | 31             |                                                                    |
| Gliese 625 b       | Gliese 625           | M2V             | 2,82±0.51  |           |                   |            |         | 14.628         | 21.3           | [ 31 ]                                                             |
| Kepler-26e         | Kepler-26            | K               |            | 2.1       |                   |            |         | 46.8           | 1104           | [ 32 ] [ 33 ]                                                      |
| Kepler-737b        | Kepler-737           | M               | 4,5        | 1.96      |                   |            |         | 28.5992        | 669            | Várias soluções de zonas habitáveis                                |
| Luyten 98-59 f*    | Luyten 98-59         | M3V             | 2,46       |           |                   | >1         | ~280    | 23.15          | 34.648         | Não confirmado                                                     |

## Candidatos anteriores
Alguns candidatos a exoplanetas detectados pela velocidade radial que originalmente eram considerados potencialmente habitáveis foram posteriormente encontrados como artefatos de atividade estelar. Estes incluem Gliese 581 d & g, Gliese 667 Ce & Cf, e Gliese 682 b & c.
HD 85512 b foi inicialmente estimado como potencialmente habitável, mas modelos atualizados para os limites da zona habitável o desclassificaram, e agora é considerado não habitável. O Kepler-69c passou por um processo semelhante; embora inicialmente estimado como potencialmente habitável, foi rapidamente percebido que o exoplaneta tem mais probabilidade de ser semelhante a Vênus, e, portanto, não é mais considerado habitável.
Da mesma forma, Tau Ceti e e f foram inicialmente considerados potencialmente habitáveis, mas com modelos aprimorados da zona habitável circunstelar, PHL atualmente considera apenas o planeta f potencialmente habitável. Kepler-438b também foi inicialmente considerada potencialmente habitável, com maior ESI de 0.88; no entanto, mais tarde foi descoberto que ele é um objeto de poderosas chamas que podem tirar um planeta de sua atmosfera, então agora é considerado não habitável. Gliese 180 b parece ser outro exemplo de um planeta que já foi considerado potencialmente habitável, mas mais tarde considerado fora da zona habitável.
K2-3d e K2-18b foram originalmente considerados potencialmente habitáveis e permanecem listados do Habitable Exoplanets Catalog (HEC), mas estudos recentes mostraram que eles são Mininetunos gasosos e, portanto, improváveis de serem habitáveis.
KOI-1686.01 também foi considerado um exoplaneta potencialmente habitável após sua detecção em 2011, até que foi comprovado um falso positivo pela NASA em 2015. Vários outros KOIs, como Kepler-577b e Kepler-1649b foram considerados potencialmente habitáveis antes da confirmação, mas com novos dados não são mais considerados habitáveis.